# Sarah Kouamé Affoué
Sarah Kouamé Affoué, née le 9 décembre 2002, est une coureuse cycliste ivoirienne.
Elle est notamment médaillée de bronze en vitesse individuelle aux Championnats d'Afrique de cyclisme sur piste 2023 au Caire en Égypte .
Le 09 mars 2023 elle a décidé de rouler dans les traces de Minata Soro.

## Palmarès sur route
- 2019
  - Tour de l'indépendance de la Côte d'Ivoire[3]
- 2022
  - 2e du championnat de Côte d'Ivoire sur route des moins de 23 ans

## Palmarès sur piste

### Championnats d'Afrique
- Le Caire 2023
  -  Médaillée de bronze de la vitesse individuelle